# 高當鎮區
高當鎮區（皇家轉寫：Ko Song；意思為兩個島嶼）為緬甸德林達依省高當縣下轄的一個鎮區。2014年人口221,738人，區域面積9,178.3平方公里。該鎮區為緬甸最南邊的鎮區。該鎮區下分63個村莊。高當為該鎮區的首府。